# La muerte de Honorio
La muerte de Honorio es la cuarta novela del escritor venezolano Miguel Otero Silva. Publicado por Editorial Losada en el año 1963.

## Reseña
La narrativa describe la situación de los presos políticos durante la dictadura de Marcos Pérez Jiménez. Debido a su lenguaje, temática y referencias directas, la novela fue censurada en España.
La novela consta de dos partes llamadas "cuadernos". El primer cuaderno se titula Cinco que no hablaron y narra el traslado por vía aérea de cinco presos (cuatro de los cuales habían sido torturados en las dependencias de la SN de El Paraíso) desde la Cárcel Modelo de Caracas a la Cárcel Nueva de Ciudad Bolívar. 
Los cinco personajes son identificados por su profesión (El tenedor de libros, el periodista, el médico, el capitán y el barbero). El segundo cuaderno, titulado La muerte de Honorio, funciona como un epílogo a las historias de cada uno de los presos. 
El hilo narrativo transcurre durante los meses finales de la dictadura de Marco Pérez Jiménez y gira en torno a la figura de Honorio, hijo del barbero, de quien el resto de los presos se sienten en cierta medida padres emotivos.